# Фредерсдорф-Вогелсдорф
Фредерсдорф-Вогелсдорф (њем. Fredersdorf-Vogelsdorf) општина је у њемачкој савезној држави Бранденбург. Једно је од 45 општинских средишта округа Меркиш-Одерланд. Према процјени из 2010. у општини је живјело 12.678 становника. Посједује регионалну шифру (AGS) 12064136.

## Географски и демографски подаци
Фредерсдорф-Вогелсдорф се налази у савезној држави Бранденбург у округу Меркиш-Одерланд. Општина се налази на надморској висини од 53 метра. Површина општине износи 16,4 km². У самом мјесту је, према процјени из 2010. године, живјело 12.678 становника. Просјечна густина становништва износи 774 становника/km².

## Међународна сарадња
| Мјесто | Држава    | Врста сарадње | Од    |
| ------ | --------- | ------------- | ----- |
|        | Француска | партнерство   | 2000. |
| Извор  |           |               |       |